# Dag van de Nieuwe Muziek
Dag van de Nieuwe Muziek is een jaarlijks terugkerend muziekfestival in de Belgische stad Hasselt. Het evenement vindt plaats in het kader van het Basilica Festival van Vlaanderen.

## Situering
In 2007 startte men met dit evenement naar analogie met de reeds lang bestaande Dag van de Oude Muziek dat doorgaat in de Landcommanderij Alden Biesen. Men focust op nieuwe muziek of muziek geschreven na 1950 waarbij men een  alternatief instrumentarium aanwendt zoals elektronische audioapparatuur.

## Editie 2008
Ging door op 25 mei 2008 in de voormalige gelatinefabriek aan de Hasseltse kanaalkom met concerten van Ictus en het Spectra Ensemble. Verder organiseerde men lezingen en workshops in samenwerking met het documentatiecentrum rond hedendaagse klassieke muziek Matrix. Het slotconcert ging door in de Sint-Quintinuskathedraal met drie ensembles: het Hermesensemble, het vocaalensemble Capella di Voce en het Belgian Brass, een collectief van West-Vlaamse koperblazers.